# Gmina związkowa Wittlich-Land
Gmina związkowa Wittlich-Land (niem. Verbandsgemeinde Wittlich-Land) – gmina związkowa w Niemczech, w kraju związkowym Nadrenia-Palatynat, w powiecie Bernkastel-Wittlich. Siedziba gminy związkowej znajduje się w mieście Wittlich. Powstała 1 lipca 2014 z połączenia gminy związkowej Manderscheid z gminą związkową Wittlich-Land.

## Podział administracyjny
Gmina związkowa zrzesza 45 gmin, w tym jedną gminę miejską (Stadt) oraz 44 gminy wiejskie (Gemeinde):
1. Altrich
2. Arenrath
3. Bergweiler
4. Bettenfeld
5. Binsfeld
6. Bruch
7. Dierfeld
8. Dierscheid
9. Dodenburg
10. Dreis
11. Eckfeld
12. Eisenschmitt
13. Esch
14. Gipperath
15. Gladbach
16. Greimerath
17. Großlittgen
18. Hasborn
19. Heckenmünster
20. Heidweiler
21. Hetzerath
22. Hupperath
23. Karl
24. Klausen
25. Landscheid
26. Laufeld
27. Manderscheid, miasto
28. Meerfeld
29. Minderlittgen
30. Musweiler
31. Niederöfflingen
32. Niederscheidweiler
33. Niersbach
34. Oberöfflingen
35. Oberscheidweiler
36. Osann-Monzel
37. Pantenburg
38. Platten
39. Plein
40. Rivenich
41. Salmtal
42. Schladt
43. Schwarzenborn (Eifel)
44. Sehlem
45. Wallscheid